# Лас-Пиньяс
Лас-Пи́ньяс (таг. Lungsod ng Las Piñas) — город в Национальном столичном регионе Филиппин.

## Описание

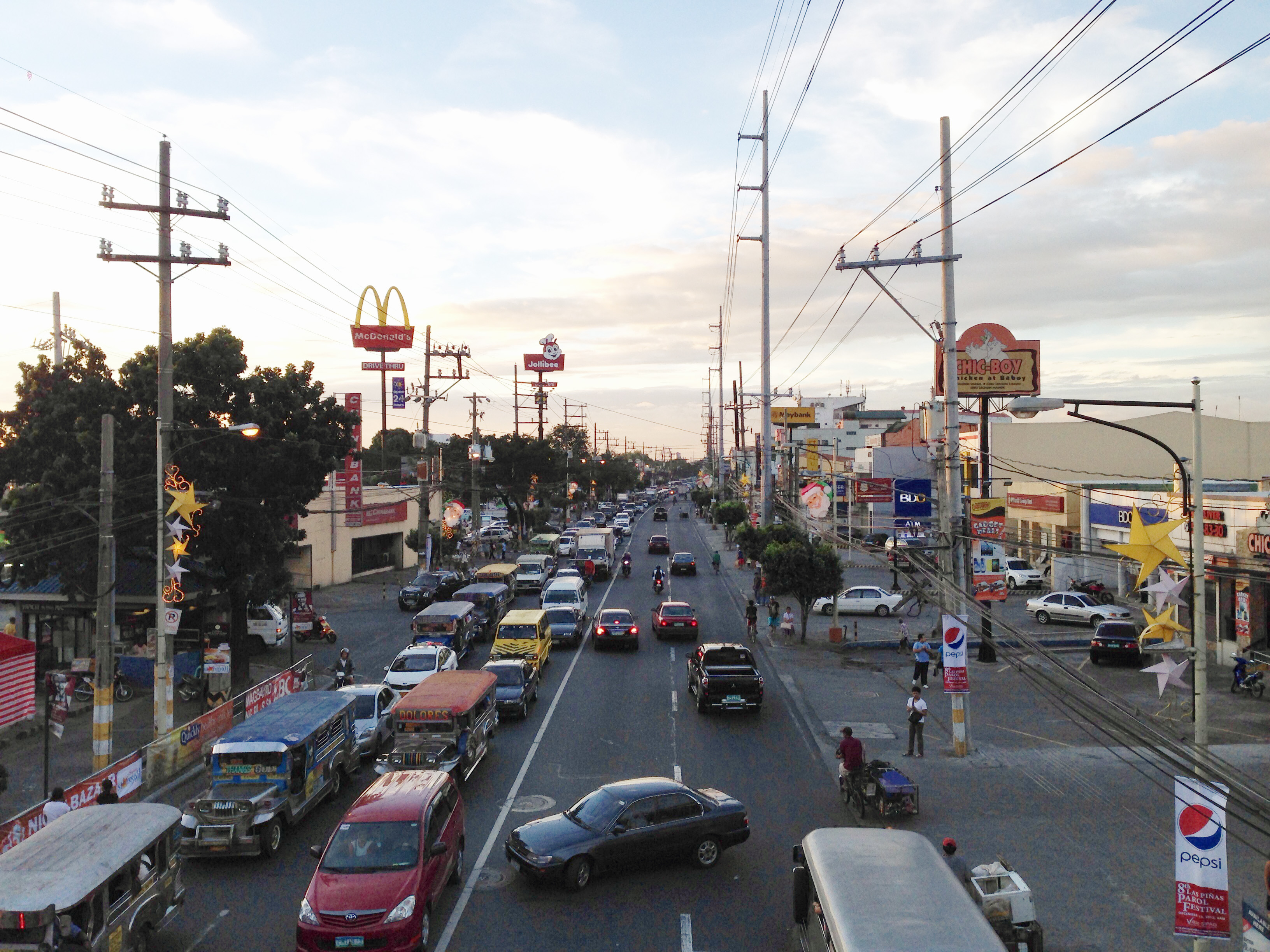

Город знаменит на весь мир своим единственным в своём роде Бамбуковым орга́ном, находящимся в церкви Св. Иосифа.

## Города-побратимы
- Параньяке, Филиппины
- Уфа, Россия
- Сочи, Россия

## Известные уроженцы и жители
- Дженнилин Меркадо (род.1987) — филиппинская актриса.

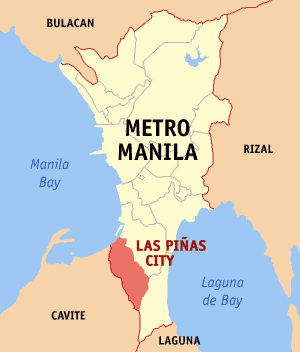